# Avengers vs. X-Men
 (septembre 2013).
Si vous disposez d'ouvrages ou d'articles de référence ou si vous connaissez des sites web de qualité traitant du thème abordé ici, merci de compléter l'article en donnant les références utiles à sa vérifiabilité et en les liant à la section « Notes et références ».
Avengers vs X-Men est un crossover édité par Marvel Comics de mai à décembre 2012. Il prend la forme d'une mini-série de douze épisodes, scénarisés et dessinés par plusieurs artistes différents. 
L'événement est introduit par un prologue, complété par des numéros spéciaux, et a des répercussions sur une grande partie des séries habituelles de Marvel. La fin du cross-over donne les bases d'un nouveau départ de l'univers Marvel dont la plupart des séries redémarrent au no 1.

## Synopsis
L'intrigue commence avec le retour sur Terre de Phénix qui veut s'emparer de Hope Summers. Les Vengeurs et les X-Men s'affrontent aux quatre coins du monde pour décider si le Phénix est une menace pour l'humanité ou la clé de la survie des mutants.
Sur la Lune, Hope attendra le Phénix, qui sera séparé en cinq par une arme de Tony Stark. Ces cinq fragments de Phénix choisissent alors comme hôtes Cyclope, Emma Frost, Colossus, Namor et Magik, qui utiliseront leurs nouveaux pouvoirs pour transformer la Terre en paradis...

## Titres concernés

### Prologue
- Avengers: X-Sanction no 1-4
- Marvel Point One no 1
- Avengers vs X-Men no 0

### Mini-série principale
- Avengers vs X-Men no 1-12

### Séries dérivées
- AVX: VS no 1-6
- Avengers vs. X-Men: Infinite no 1, no 6, no 10
- Avengers no 25-30
- Avengers Academy no 29-33
- New Avengers no 24-30
- Secret Avengers no 26-28
- Uncanny X-Men (vol. 2) no 11-20
- Wolverine & the X-Men no 9-16, no 18
- X-Men: Legacy no 266-270

### Épilogue
- AVX: Consequences no 1-5

### Autres
- Avengers Vs. X-Men: Program no 1
- A-Babies vs. X-Babies no 1
- What If... Avengers vs. X-Men no 1-4